# Dick Drayer
Dick Drayer (Smallingerland, 9 januari 1963) is een Nederlands-Curaçaose journalist en radio- en televisiepresentator. Hij is bekend op Curaçao van diverse radiozenders en de Wereldomroep en in Nederland als correspondent voor NOS Journaal, Radio 1 en Nieuwsuur. Drayer is Caribisch correspondent voor dagblad Trouw.
Hij werkte eerder voor Omroep MAX, NTR en NRC Handelsblad, en is eigenaar van Persbureau Curaçao, dat bulletinnieuws maakt voor radiostations op Curaçao en nauw samenwerkt met andere mediaorganisaties op Curaçao en de andere eilanden van de voormalige Nederlandse Antillen.

## Levensloop
Drayer werd geboren in Smallingerland (Friesland), als vijfde kind van een predikant in een gezin van zeven. Samen met broer Hans en zus Corien maakt hij deel uit van een drieling. Zijn oudere zus Elma is schrijfster en bekend colomniste voor de Volkskrant. Kort na de geboorte van de drieling vertrok het gezin naar Amsterdam en vier jaar later, in 1967, gingen zij in Hilversum wonen.
Drayer volgde het vwo aan het Comenius College aldaar en werkte meer dan een jaar samen met regisseur Dick Klees voor de Wereldomroep. Na zijn middelbare school vertrok Dick naar Zuid-Afrika. Deze reis zette hem ertoe aan om Culturele Antropologie te gaan studeren in Utrecht en Afrikanistiek in Leiden.
Tijdens zijn studie kwam Drayer in aanraking met Artsen zonder Grenzen en in 1990 vertrok hij met een medisch team naar rebellengebied in het door burgeroorlog geteisterde Ethiopië. Deze missie was het begin van een groot aantal oorlogsmissies naar onder andere Somalië, Sierra Leone, Liberia, Rwanda, Burundi, Angola, Soedan en Mozambique. In dat laatste land werkte Drayer ook voor de Amerikaanse tak van Save the Children.
In 2006 vertrok Drayer naar Curaçao – zijn toenmalige partner komt daarvandaan – om voor een aantal radiostations en kranten te werken. In 2008 werd hij daar journalist van het jaar. Naast zijn werkzaamheden voor de Nederlandse, Vlaamse en Duitse media – als buitenlandcorrespondent – bedient hij verschillende Caribische mediaorganisaties, zoals de grootste krant van Curaçao, de Èxtra, en ABC-media via zijn eigen persbureau met artikelen en audio- en tv-rapportages. Sinds 2018 levert hij ook artikelen en foto's aan voor Associated Press en the Wallstreet Journal in de Verenigde Staten.  
Drayer woont in Willemstad en heeft twee kinderen.